# 14420 Massey
14420 Massey (1991 SM) là một tiểu hành tinh vành đai chính được phát hiện ngày 30 tháng 9 năm 1991 bởi R. H. McNaught ở Đài thiên văn Siding Spring.